# Maqāsid-Theorie
Die Maqāsid-Theorie (arabisch نظرية المقاصد, DMG naẓarīyat al-maqāṣid) ist eine Theorie des islamischen Rechts, die von der Idee ausgeht, dass die Scharia ein System von Normen ist, das bestimmten Zwecken (maqāṣid) dient. Nur wenn man sich bei seiner Auslegung an diesen Zwecken orientiert, werden seine Ziele auch verwirklicht. Als die fünf universalen Zwecke der Scharia, deren Bewahrung die Scharia dienen soll, werden üblicherweise genannt: Religion (dīn), Leben (nafs), Vernunft (ʿaql), Nachkommenschaft (nasl) und Vermögen (māl). Diese fünf notwendigen Zwecke der Scharia sollen vor allem im Normen- und Rechtsetzungsprozess berücksichtigt werden. Die Maqāsid-Theorie ist hierbei mit dem maṣlaḥa-Prinzip verbunden, das darauf abzielt, Nutzen herbeizuführen und Schäden abzuwenden. Die Anwendung der Maqāsid-Theorie kann dazu führen, dass einige Rechtsnormen der Scharia entsprechend dem Wandel der sozialen Umstände modifiziert werden. Im heutigen islamischen Reformdenken wird das Maqāsid-Konzept als Chance für Entwicklung und die Verwirklichung von Menschenrechten im islamischen Rahmen betrachtet. Außerdem wird es als Basis für eine Erneuerung des islamischen Rechts diskutiert.
Obgleich die Maqāsid aus den Usūl al-fiqh heraus entwickelt wurden, sind sich die muslimischen Gelehrten nicht darüber einig, ob sie als Bestandteil der Usūl al-fiqh oder als selbständiges Gebiet betrachtet werden sollen. Nach Muhammad at-Tāhir ibn ʿĀschūr (gest. 1393/1973) gilt die Beherrschung der Maqāsid-Regeln als Voraussetzung für die Befähigung zum Idschtihād.

## Grundlinien der Maqāsid-Theorie
Die meisten sunnitischen Rechtstheoretiker sind der Ansicht, dass die Scharia Ziele rationaler Natur hat. Dieser Vorstellung zufolge sind die Normen der Scharia nur ein Mittel, um genannte Ziele zu erreichen. Demzufolge haben die Vorschriften der Scharia keinen intrinsischen Wert an sich. Wenn gelegentlich eine strikte Anwendung der Normen die Absichten der Scharia bzw. des Gesetzgebers gefährdet, können diese Normen – laut einiger Vertreter der Maqāsid-Theorie – aufgehoben bzw. geändert werden, um die Absichten Gottes zu erfüllen. Aus dieser Betrachtung heraus sind die Maqāsid von Natur aus dynamisch und offen für Weiterentwicklung unter verschiedenen Umständen. In der Folge kommt es heute bei den modernen Rechtsreformern zu einer zunehmenden Orientierung an der maqāṣid-Theorie, die es ermöglicht, einige langjährig feststehende Rechtsnormen des Scharia-Gesetzes zu ändern, die nicht mehr zeitgemäß sind. Die Maqāsid-Theorie konzentriert sich nicht auf die Kongruenz zwischen Vernunft und Offenbarung, sondern auf die instrumentale Funktion der Ratio als Weg zu den Gottesabsichten und als Instanz zur Beurteilung der irdischen Tugenden.

## Schlüsselbegriffe

### Maqāṣid aš-šarīʿa(Zwecke bzw. Absichten der Scharia)
Das arabische Kompositum maqāṣid aš-šarīʿa ist eine Zusammensetzung aus den beiden Worten maqāṣid und šarīʿa. Das Wort maqāṣid ist von der arabischen Wurzel mit den drei Wurzelradikalen q-ṣ-d abgeleitet. Das Verb qaṣada bedeutet „bezwecken oder beabsichtigen“. Von der gleichen Wurzel ist das Substantiv maqṣid bzw. maqṣad mit der Pluralform maqāṣid, die wörtlich „Ziele, Zwecke, Absichten“ oder „Intentionen“ bezeichnet, abgeleitet. Dementsprechend hat das Wort maqāṣid eine teleologische Bedeutung, die sich in dem rechtlichen Kontext weniger auf den Wortlaut der Offenbarungstexte, von denen die Bewertungen abgeleitet werden, bezieht, sondern vielmehr auf ihre intendierten Ziele, die den Rechtsgelehrten als normative Grundlage beim Rechtssetzungsprozess dienen. Der andere Bestandteil des Begriffs ist das Wort šarīʿa, welches im Deutschen üblicherweise als islamisches Religionsgesetz, oder einfach nur Scharia wiedergegeben wird. Durch die zwei Definitionen erhält diese Genitivverbindung die Bedeutung „Zwecke, Ziele, Absichten des Religionsgesetzes“.
Synonyme für den Begriff maqāṣid aš-šarīʿa sind die Ausdrücke maqāṣid aš-šāriʿ („Absichten des Gesetzgebers“), maqāṣid at-tašrīʿ („Absichten der Gesetzgebung“), al-maqāṣid aš-šarʿīya („schariarechtliche Absichten“), ruḥ aš-šarīʿa („Geist der Scharia“), ḥikmat at-tašrīʿ („Weisheit der Gesetzgebung“) und falsafat at-tašrīʿ („Philosophie der Gesetzgebung“).

### Maṣlaḥa(Gemeinwohl)
In der islamischen Tradition gibt es noch weitere Begriffe, die sehr eng mit den Maqāsid asch-Scharīʿa verbunden sind. Einer der in diesem Zusammenhang in den klassischen uṣūl al-Fiqh-Werken am häufigsten erwähnten Begriffe ist der Begriff maṣlaḥa („Gemeinwohl“ oder „Interesse“; Plural maṣāliḥ). Abū Hāmid al-Ghazālī (gest. 1111) verwendet maṣlaḥa als Synonym für Maqāsid asch-Scharīʿa. Dies wird deutlich durch seine Definition des maṣlaḥa-Konzepts: „Maṣlaḥa bedeutet eigentlich Herbeiführung des Nutzens und Abwendung des Schadens (ǧalb manfaʿa au dafʿ maḍarra). [...] Jedoch meinen wir mit maṣlaḥa die Bewahrung der Absicht des religiösen Gesetzes (maqṣūd aš-šārʿ).“
Der Rechtsgelehrte ʿIzz ad-Dīn Ibn ʿAbd as-Salām (gest. 1261) verwendete die Begriffe maqāṣid und maṣaliḥ synonym. Diese sind seines Erachtens durch die Vernunft erkennbar und existierten auch in anderen Rechtstraditionen und Jurisprudenzen. Eine ähnliche Position vertrat der andalusische Gelehrte Abū Ishāq asch-Schātibī (gest. 1388), der der Ansicht war, dass die höchste Maxime der islamischen Jurisprudenz das Erreichen der religiösen jenseitigen und der weltlichen diesseitigen Interessen (maṣāliḥ) sei. Ihm zufolge weisen diese Maximen einen universalen Gültigkeitsanspruch auf.

### Ḥikma(Weisheit)
Der Begriff ḥikma (Weisheit) ist ein vieldeutiger Begriff, der in der islamischen Jurisprudenz auf die Zwecke der Gesetzgebung verweist und das Prinzip der Herbeiführung des Nutzen und der Abwendung des Schadens impliziert. Yūsuf al-Qaradāwī setzt den Terminus eindeutig mit den maqāṣid aš-šarīʿa gleich, indem er die maqāṣid als ḥikam (Weisheiten) bezeichnet, welche die Basis jedes Gesetzgebungsprozesses darstellen. Auch Ahmad ar-Raisūnī betont, dass ḥikma gänzlich der Absicht des Gesetzgebers entspricht.

### ʿIlla(ratio legis bzw. Grundursache)
Der arabische Begriff ʿilla ist mehrdeutig und wird in verschiedenen islamischen Disziplinen mit unterschiedlichen Bedeutungen gebraucht: im Kalām, in der Philosophie, Rechtslehre sowie in anderen Wissenschaften. Im rechtsterminologischen Kontext wird ʿilla im Deutschen üblicherweise mit ratio legis oder wiedergegeben. Hierbei beschäftigt sich die ratio legis (ʿilla) mit der Hauptfrage, wofür eine Rechtsnorm erstellt wird bzw. was das Motiv für die Existenz einer Rechtsnorm ist. In seinem Pionierwerk al-Muwāfaqāt fī uṣūl aš-šarīʿa definiert asch-Schātibī das Wort ʿilla folgendermaßen: „Was das Wort ʿilla betrifft, so sind damit Weisheiten (ḥikam) und Vorteile (maṣāliḥ) gemeint, von denen Gebote oder Zulässigkeit (ibāḥa) abhängen, sowie die Nachteile Dinge (mafāsid), von denen Verbote abhängen. So sind die Strapazen auf Reisen der Grund (ʿilla) für die Erlaubnis, das Gebet zu verkürzen und das Fasten zu brechen.“
Ar-Raisūnī meint, dass der Terminus ʿilla mehrdeutig ist. Allerdings gelte er im Zusammenhang mit der Intention des Gesetzgebers (maqṣūd aš-šārʿ) ursprünglich als Synonym für den Begriff ḥikma. Al-Qaradāwī vertritt hingegen die Ansicht, dass das Wort ʿilla nicht als Synonym für maqṣid zu verstehen ist, sondern dass sich dieses Wort in der Rechtssprache auf die Grundursache eines Rechtsurteils beschränkt. Nach El Mallouki bezog sich das Wort ʿilla ursprünglich auf die Absicht des Gesetzgebers und war somit Synonym für maqāṣid. Mit der Zeit habe es aber eine begriffliche Verschiebung erlebt, die ihm im Bereich der Jurisprudenz die Bedeutung der Grundursache verliehen habe. Jameleddine Ben Abdeljelil zufolge können die zwei Begriffe ḥikma und maṣlaḥa im philosophischen Kontext mit dem Begriff causa finalis bzw. Zweckursache (ʿilla ġāʾīya) wiedergegeben werden, während der Ausdruck ʿilla mit causa principalis bzw. Grundursache (ʿilla sababīya) übersetzt werden kann.

## Schlüsselbegriffe der Theorie bei vormodernen Denkern

### Al-Dschuwainī (gest. 1085)
Zu den ersten, die den Begriff maqāṣid sowie seine Synonyme (maqṣūd, qaṣd, ġaraḍ etc.) verwendeten, gehörte der schafiitische Gelehrte Abū l-Maʿālī al-Dschuwainī (gest. 1085). Sein größter Beitrag besteht darin, dass er die Normen der Scharia in seinem Werk al-Burhān fi uṣūl al-fiqh im Kapitel über ʿilal (Begründung der Scharia-Normen) in fünf Kategorien einteilte und somit ein Stufenmodell der Notwendigkeiten (aḍ-ḍarūrīyāt) einführte. Er nahm fünf Stufen von Maqāsid an:
- Die erste Kategorie umfasst die notwendigen Angelegenheiten (aḍ-ḍarūrīyāt). Ihr rationaler Sinn orientiert sich an unentbehrlichen Angelegenheiten der Bevölkerung wie etwa die Bewahrung des Lebens.
- Die zweite Kategorie betrifft das allgemeine Bedürfnis der Menschen (al-ḥāǧa al-ʿāmma). Die Normen dieser Kategorie sind diejenigen, die nicht die Stufe der Notwendigkeiten erreichen. Als Beispiel dafür nennt er die Erlaubnis der Vermietung.
- Die dritte Kategorie enthält die Normen, die weder der ersten noch der zweiten Gruppe angehören. Die Normen dieser Kategorie fokussieren sich auf die Aspekte, die das Leben verbessern, die er als al-makrumāt bezeichnet. Dazu gehören die Normen der körperlichen Reinigung.
- Die vierte Gruppe bilden die Normen der Angelegenheiten, die weder der Kategorie der Notwendigkeiten (aḍ-ḍarūrīyāt) noch des allgemeinen Bedürfnisses angehören. Im Gegensatz zur dritten Kategorie ist hier die Ausführung der Normen empfohlen (mandūb). Beispielsweise empfiehlt al-Dschuwainī einen Vertrag (kitāba) abzuschließen, für den Fall, dass sich ein Sklave freikaufen möchte.
- Die fünfte Kategorie enthält die Normen, die nicht auf einen bestimmten „rationalen Grund“ zurückgeführt werden können. Er nennt als Beispiel die Anzahl der körperlichen Bewegungen bei dem Gebet.[23]

### Al-Ghazālī (gest. 1111)
Al-Dschuwainīs Schüler al-Ghazālī entwickelte die Theorie seines Lehrers in seinem rechtstheoretischen Werk al-Mustaṣfā min ʿilm al-uṣūl weiter, indem er die Maqāsid mit dem Prinzip des Gemeinwohls (maṣlaḥa) gleichsetzte. Al-Ghazālīs wichtigster Beitrag zur Maqāsid-Theorie bestand in der Überarbeitung der Klassifikation von al-Dschuwainī und ihre Reduzierung auf ein dreiteiliges Stufenmodell, wobei er das hierarchische Verhältnis der Kategorien zueinander betonte:
- Die erste Kategorie enthält die notwendigen bzw. unentbehrlichen Dinge (aḍ-ḍarūriyyāt). Diese Kategorie beruht auf fünf Prinzipien, die den Grundstein der Rechtswissenschaft bei den Anhängern des rationalen Ansatzes bilden und als fünf universale Zwecke (aḍ-ḍarūriyyāt al-ḫams) bekannt sind. Diese umfassen die Bewahrung der Religion (dīn), des Lebens (nafs), der Vernunft (ʿaql), der Nachkommenschaft (nasl) und des Vermögens (māl). Al-Ghazālī betont nicht nur, dass diese fünf Grundlagen in anderen Jurisprudenzen und Religionen zu finden sind, sondern betrachtet deren Aufrechthaltung als notwendig für die Existenz des menschlichen Lebens überhaupt.[24] Nach Nekroumi handelt es sich „um fünf ethische Maxime, die bei der Ableitung von Rechtsnormen aus den Textquellen unbedingt herangezogen werden müssen.“ Infolgedessen müsse jede Gesetzgebung der Scharia in Einklang mit diesen fünf universalen Zwecken gebracht werden.[22]
- Die zweite Kategorie betrifft die erforderlichen Dinge (al-ḥāǧīyāt). Es handelt sich hier um Normen, deren Anwendung das Leben der Menschen erleichtern und ihnen dabei helfen sollen, Schwierigkeiten zu überwinden und Schäden abzuwehren.[25]
- Auf der letzten Stufe der Hierarchie befinden sich die „verbesserungsorientierten Dinge“ (at-taḥsīnīyāt). Hier handelt es sich um Angelegenheiten, welche die guten Dinge zusätzlich verbessern und die schlechten zurückdrängen können.[26]

### Saif ad-Dīn al-Āmidī (gest. 1255)
Al-Āmidī setzte die Entwicklung der Maqāsid-Theorie in seinem Werk al-Iḥkām fī uṣūl al-aḥkām fort. Sein wesentlicher Beitrag zu dieser Theorie besteht darin, dass er Prinzipien zur Gewichtung (tarǧīḥ) in sie einführte. An der Spitze der Hierarchie steht nach ihm vor allen anderen Zwecken Scharia der Schutz des Glaubens. Anhand der von ihm angewandten Abwägungsmethode kommt al-Āmidī zu dem Schluss, dass die Bewahrung des Lebens und der Nachkommenschaft gegenüber der Bewahrung der Vernunft und des Besitztums bei der Ableitung der Rechtsnormen der Scharia bevorzugt berücksichtigt werden müsse, da es seiner Vorstellung nach ohne Leben und Nachkommenschaft absurd ist, über Besitztum oder Vernunft nachzudenken. Von besonderer Relevanz ist seine ausdrückliche Beschränkung der Notwendigkeiten der Scharia auf fünf Kategorien: Angesichts der Lebensrealität zieht er die Schlussfolgerung, dass keine außer den genannten Zwecken notwendig seien. Folglich setzte man sich in der nachklassischen islamischen Jurisprudenz zum Ziel, die fünf notwendigen Zwecke der Scharia in Anbetracht der Lebenswirklichkeit genauer zu definieren und als Gegenstand der ethischen Reflexion zu erforschen. Laut ʿUthmān Abū ʿAmr Ibn al-Hādschib (gest. 1248) sollen die fünf grundlegenden Zwecke in folgender Reihenfolge bei der Gesetzgebung herangezogen werden: Schutz des Glaubens (ad-dīn), des Lebens (an-nafs), der Nachkommenschaft (an-nasl), der Vernunft (al-ʿaql) und zuletzt des Besitztums (al-māl).

### ʿIzz ad-Dīn ibn ʿAbd as-Salām (gest. 1262)
Als ein wichtiger Vertreter der Maqāsid-Theorie gilt auch der schafiitische Gelehrte ʿIzz ad-Dīn ibn ʿAbd as-Salām. In seinem Buch Qawāʿid al-aḥkām fī maṣāliḥ al-anām nahm er das maṣlaḥa-Prinzip ausführlich unter der Lupe und resümierte es später unter dem Titel Fawāʾid fī iḫtiṣār al-maqāṣid. Anders als die Ansätze der vorherigen Gelehrten kennzeichnet sich die Herangehensweise von ʿIzz ad-Dīn dadurch aus, dass sie mit Konzepten der islamischen Mystik verbunden ist. Das zeigt sich in seiner dreiteiligen Einteilung der maṣāliḥ: die erste Stufe sind die maṣāliḥ, die von allen anerkannt werden können. Dann folgen die maṣāliḥ, die nur von den Intelligenten (aḏkiyaʾ) bestimmt werden können. An höchster Stelle befinden sich die maṣāliḥ, die nur die awliyaʾ (Gottesfreunde) erfassen können. Da nach ihm die Erkennung der maṣlaḥa von Person zu Person variiert, besteht das Ziel darin, die maṣlaḥa herbeizuführen, auch wenn der Wortlaut des Textes zum Teil außer Acht gelassen muss. Dementsprechend besteht die wichtige Leistung Ibn ʿAbd as-Salāms darin, die Verbindung der Normbestimmungen mit ihren Quellen anzuzeigen und sie im Kontext ihrer Zwecke auszulegen. Ihm zufolge bringt die Scharia den Menschen nur Nutzen, indem sie das Schlechte verhindert und das Gute fordert.
Neben ʿIzz ad-Dīn ibn ʿAbd as-Salām gab es noch eine Reihe anderer Gelehrter, die sich nicht nur mit der Rechtstheorie beschäftigten, sondern auch in der Praxis als Juristen tätig waren. An der Spitze dieser Gruppe steht Ibn ʿAbd as-Salāms Schüler Schihāb ad-Dīn al-Qarāfī (gest. 1285), der in seinem Kommentar Šarḥ Tanqīḥ al-fuṣūl fī iḫtiṣār al-Maḥṣūl zu Fachr ad-Dīn ar-Razīs Buch al-Maḥṣūl einen sechsten Grundsatz zu den fünf universalen Zwecken der Scharia hinzufügte, nämlich die Bewahrung der Ehre (al-ʿirḍ). Zu weiteren Gelehrten, die essenzielle Beiträge zur Entwicklung der Maqāsid-Theorie leisteten, zählt man in der nachklassischen Zeit unter anderem Ibn Taimiya (gest. 1328) und Ibn Qaiyim al-Dschauzīya (gest. 1350), die den Weg für die Ausprägung der Maqāsid-Theorie bei asch-Schātibī bereiteten.

### Abū Ishāq asch-Schātibī (gest. 1388)
Wichtige Beiträge zur Entwicklung der maqāṣid-Theorie hat auch der malikitische Gelehrte Abū Ishāq asch-Schātibī geleistet. Er widmete der Fortentwicklung dieser Theorie ein vierbändiges Buch unter dem Titel al-Muwāfaqāt fī uṣūl aš-šarīʿa, in dem er den ersten Versuch durchführte, die maqāṣid-Theorie nicht mehr als Teilgebiet von uṣūl al-fiqh, sondern als eigenständige Einzelwissenschaft zu präsentieren. Asch-Schātibī ging davon aus, dass „die Aufstellung der Scharia-Regeln (šarāʾiʿ) allein für die kurzfristigen und langfristigen Interessen (maṣāliḥ) der Menschen erfolgt ist.“ Er war sich wie die anderen klassischen Gelehrte darüber im Klaren, dass Gott mit der Scharia darauf abzielt, die Interessen (maṣāliḥ) der Menschen zu befördern und den Schaden abzuwehren. Er übernahm zwar al-Ghazālis dreiteilige Gliederung der maṣāliḥ (ḍarūrīyāt, ḥāǧīyāt und taḥsīnīyāt), aber es gelang ihm die Maqāsid-Thematik in maßgeblichen Punkten zu revolutionieren:
- Bei der Herleitung der islamischen Normen hat er bezüglich der maṣāliḥ einen Paradigmenwechsel vollzogen und eine neue Methode eingeführt. Hierbei „befürwortet aš-Šāṭibī den Wandel der Regelungen mit dem Wandel der sozialen Umstände.“ Das hängt von der Änderung des ʿUrf ab. Wenn er sich ändert, so dass die maṣāliḥ nicht mehr verwirklicht werden können, gilt dies nicht nur als Anlass zur Modifikation einiger Normen der Scharia, sondern zu ihrer Revision. Allerdings hat er die Anwendung dieser Methode nur auf die Regelungen der zwischenmenschlichen Handlungen (muʿāmalāt) beschränkt und jede Modifizierung im Bereich der gottesdienstlichen Handlungen (ʿibādāt) als unzulässige Bidʿa betrachtet.[38]
- Asch-Schātibīs Bezugnahme auf Induktion (istiqrāʾ) als Mittel zur Erkennung von Normen spiegelt seinen Beitrag zur Maqāsid-Theorie wider. Die Mehrheit der muslimischen Rechtsgelehrten folgte der aristotelischen Normvorstellung, wie zum Beispiel al-Ghazālī, der in seinem Werk al-Qisṭās al-Mustaqīm einige Argumente des Koran in Form aristotelischer Figuren präsentierte. Asch-Schātibī zeigte hingegen, dass istiqrāʾ, das „sich aus vielen kohärenten Beobachtungen aus dem gesamten Text“ ergibt, die stärkste Form eines verlässlichen Arguments darstellt.[39]
- Eine der essentiellen Besonderheiten von asch-Schātibīs Maqāsid-Theorie besteht darin, dass der Begriff šarīʿa mit seiner umfassenden Bedeutung als theologische Ethik (ʿilm al-aḫlāq) neu verstanden werden kann.[40] Asch-Schātibīs Ethiktheorie resultiert aus seiner Bezugnahme auf das malikitische Konzept der Rechtspraxis der Bewohner von Medina (ʿamal ahl al-madīna), durch das er eine Beziehung zwischen Vernunft und Offenbarung einführte. Durch diesen Ansatz wird mehr Gewicht auf den hermeneutischen Charakter der Usūl al-fiqh gelegt.[41] Eine zentrale Rolle spielt der Verstand, den er nach Mohamed Nekroumi folgendermaßen definiert: „Der Verstand ist, Šāṭibīs Ethikbegriff zufolge, Gott von sich aus gehorsam, insofern, dass es ebendieser ist, der den Menschen zu Gott wendet und der Mensch nur durch den Verstand alleine die an ihn gerichtete Rede Gottes wahrnehmen kann.“[42]

Zur asch-Schātibīs Maqāsid-Theorie bleibt schließlich zu erwähnen, dass „die Einzigartigkeit der Theorie Šāṭibīs [...] aus der Erkenntnis [resultiert], dass das bis zu dem 8./12. Jahrhundert gültige Recht nicht mit den sozio-ökonomischen Änderungen dieses Jahrhunderts in Andalusien mithalten konnte, woraus bei ihm der Anspruch erwuchs, in seiner Rechtstheorie Antworten auf die Probleme dieser Zeit zu finden, um somit das Recht den neuen sozialen Bedingungen anzupassen.“

### Schāh Walī Allāh ad-Dihlawī (gest. 1762)
Nach asch-Schātibīs Beitrag erlebte die Entwicklung der Maqāsid-Theorie eine Stagnation bis zum 18. Jahrhundert, als sich Schāh Walī Allāh ad-Dihlawī mit der Frage der Reform der islamischen Jurisprudenz auseinandersetzte. Ad-Dihlawīs Grundgedanke bestand darin, dass die Normen der Scharia mit Rechtsgründen bestimmbar sind und dass Gott damit einen bestimmten Nutzen (maṣlaḥa) für die Menschen intendiert. Hierbei war er derselben Ansicht wie asch-Schātibī, dass die Vorschriften der Scharia im Bereich der zwischenmenschlichen Handlungen (muʿāmalāt) je nach Ort und Zeit modifiziert werden können. Außerdem wandte er sich gegen taqlīd und forderte zum Idschtihād auf, wobei er argumentierte, dass nur diejenigen Vorschriften des klassischen Fiqh akzeptiert werden sollten, die mit dem Koran und der wahren Sunna übereinstimmen. Dementsprechend befürwortete er die Idee, dass die Anhänger einer bestimmten Rechtsschule bei Bedarf Bezug auf andere Rechtsschulen nehmen können.

## Moderne Vertreter der Maqāsid-Theorie

### Raschīd Ridā (gest. 1935)
Anfang des 20. Jahrhunderts wandten sich einige muslimische Reformatoren der Maqāsid-Theorie zu, indem sie dazu aufriefen, Idschtihād zu vollziehen und von Taqlīd abzulassen. An der Spitze dieser Gelehrten stand Muhammad ʿAbduh (gest. 1905), der die Rückkehr zu den Hauptquellen des Islam propagierte und eine Korrelation zwischen Vernunft und Offenbarung postulierte. Um mit den Fortschritten in Technik, Medizin, Rechtssystem etc. mithalten zu können, war es aus seiner Sicht notwendig, dass man bei den Rechtsurteilen die neuen Fragen und Bedürfnisse (maṣāliḥ) der Menschen berücksichtigt, was nur im Rahmen der maqāṣid aš-šarīʿa geschehen könne.
ʿAbduhs Schüler Raschīd Ridā übernahm die Gedanken seines Lehrers, jedoch betonte er die Rolle von maqāṣid und maṣlaḥa. Ridā setzte voraus, dass derjenige, der sich um die Findung eines Rechtsurteils bemühen darf (muǧtahid), sich neben der Beherrschung des Korans und der Sunna nicht nur mit den maqāṣid, sondern vielmehr mit den Gewohnheiten und Lebensumständen der betroffenen Menschen auskennen muss, um die Maqāsid-Theorie anwenden zu können. Anders als die traditionelle dreiteilige Anordnung der maqāṣid hat er in seinem Werk al-Waḥy al-Muḥammadī ausführlich maqāṣid al-qurʾān thematisiert, wobei er zehn essentielle Zwecke (maqāṣid) nennt:
1. Die Reform der drei Säulen der Religion, nämlich 1. des Glaubens an Gott, 2. des Glaubens an die Auferstehung und der Vergeltung und 3. der guten Tat (al-ʿamal aṣ-ṣāliḥ).[48]
2. Darlegung des Prophetentums, des Gottesgesandtentums und ihrer Funktionen.
3. Erklärung, dass der Islam die Religion der gesunden Veranlagung, der Vernunft, der Wissenschaft, der Weisheit, der Argumentation, der Freiheit und der Unabhängigkeit ist.
4. Die soziale, humanitäre und politische Reform durch die Realisierung von acht Einheiten:
  - Einheit der muslimischen Umma.
  - Einheit der Menschheit durch die Gleichberechtigung, ohne Ansehen des Geschlechts oder der ethnischen Herkunft.
  - Einheit der Religion, indem man nur einem Propheten (nämlich Mohammed) folgt.
  - Einheit der Gesetzgebung, indem all diejenigen (Muslime und Nichtmuslime), die der islamischen Gesetzgebung unterliegen, vor dem Zivil- und Strafrecht gleich behandelt werden.
  - Die religiöse Einheit, die sich in der Gleichheit der Gläubigen zeigt, wenn zum Beispiel Könige oder Präsidenten mit der Gemeinschaft der Muslime beten oder die Wallfahrt durchführen.
  - Die internationale, politische und nationale Einheit, so dass alle Länder, die unter islamischer Herrschaft stehen, hinsichtlich des allgemeinen Rechts gleich sind. Davon ist das Aufenthaltsrecht auf der arabischen Halbinsel oder im Hedschas ausgenommen, denn diese Gebiete gehören nach Ridās Meinung nur den Muslimen.
  - Einheit und Unabhängigkeit der Gerichtsbarkeit, in der alle Menschen vor der Scharia gleich behandelt werden.
  - Einheit der verwendeten Sprache. Schließlich kann keine Vereinigung mehrerer Völker stattfinden, wenn sie nicht dieselbe Sprache sprechen.[49]
5. Betonung der allgemeinen Vorteile des Islam hinsichtlich der religiösen Verpflichtungen (takālīf)und Verbote.
6. Erklärung der Grundlagen der internationalen Beziehungen im Islam.
7. Die Ordnung des Finanzwesens.
8. Die Ordnung des Kriegswesens; die Abwendung von Nachteilen des Krieges; Philosophie des Krieges.
9. Die Verleihung aller Menschenrechte sowie der religiösen und zivilen Rechte an die Frauen.
10. Das islamische Geschenk der Freilassung der Sklaven.[50][51]

### Muhammad at-Tāhir ibn ʿĀschūr (gest. 1973)
Die erste monographische Abhandlung zur Maqāsid-Theorie war das Werk Maqāṣid aš-Šarīʿa al-islāmīya des tunesischen Gelehrten Muhammad at-Tāhir ibn ʿĀschūr. Dank seiner Einordnung der Maqāsid als Reformkonzept und Methode zur Fortentwicklung und Rationalisierung des islamischen Rechtssystems gilt Ibn ʿĀschūr als Vorläufer der Reformversuche im Bereich des islamischen Rechts des zeitgenössischen Islam. In die Diskussion um die Maqāsid-Theorie führte er einen neuen Aspekt ein, nämlich die soziale Dimension. Seiner Vorstellung nach sind die Maqāsid sehr eng mit der islamischen sozialen Ordnung verbunden, deshalb „versucht er, aus den Zentralzwecken der islamischen Rechtslehre (maqāṣid) ein ethisch-epistemologisches Fundament für ein umfassendes Regelwerk in der Sozialforschung zu etablieren und Grundsätze für eine, aus islamischer Sicht, gerechte Gesellschaftsordnung festzulegen.“ Ausgehend davon bestehen die universalen Zwecke der Scharia bei ihm darin, die Ordnung, die Gleichheit, die Freiheit, die Erleichterung und die Veranlagung (fiṭra) zu bewahren. Es ist anzumerken, dass der von Ibn ʿĀschūr geführte Begriff ḥurrīya (Freiheit) die Bedeutung der Freiheit im heutigen Sinne hat und nicht die Bedeutung von ḥurrīya im Sinne von ʿitq (Freilassung der Sklaven) wie in den klassischen islamischen Werken. Ibn ʿĀschūrs Betrachtung der Fragen der Familie und der Finanzen als eigenständige Zwecke der Scharia im Rahmen des islamischen sozialen Systems spielt eine große Rolle bei der heutigen Weiterentwicklung der maqaṣid-Theorie.

### ʿAllāl al-Fāsī (gest. 1974)
Die zweite monographische Abhandlung zur Maqāsid-Theorie war das Werk Maqāṣid aš-Šarīʿa al-islāmīya wa-makārimuha des marokkanischen Politikers und Rechtsgelehrten ʿAllāl al-Fāsī. Seine Versuche zur Entwicklung der Maqāsid-Theorie zielten darauf ab, den islamischen Geist wiederzubeleben und eine humanistische, soziale und moderne Wissenschaft auf islamischer Basis zu gründen. Er betonte die Notwendigkeit zur Reform der Methoden und Denkweisen der Muslime, indem er die Rückkehr zu den Maqāsid als pädagogisches und juristisches Reformkonzept für unerlässisch erklärte. Dazu sagte er: „Wenn wir das islamische Denken in seiner Authentizität wiederaufbauen möchten, dann müssen wir bei der islamischen Jurisprudenz (fiqh) anfangen und sie auf den Geist der maqāṣid gründen.“

## Neuere Entwicklungen

### Die Rolle der Theorie im Fiqh al-aqallīyāt
Die Maqāsid-Theorie spielt auch eine bedeutende Rolle im Minderheiten-Fiqh. Eine der wichtigsten Ausarbeitungen dieses Konzepts stammt von Tāhā Dschābir al-ʿAlwānī (gest. 2016). Er war der Meinung, dass der erste Schritt bei der Entwicklung des Minderheiten-Fiqhs in der Überprüfung zweier Hauptquellen bzw. Bücher (kitābain) bestehe, nämlich des schriftlich fixierten (= der Koran) und des erschaffenen (= die Natur). Dies begründete er damit, dass durch die Lektüre dieser Quellen drei universale Werte, nämlich der Tauhīd, die Läuterung (tazkīya) und die Zivilisation (ʿumrān) entdeckt werden könnten, die die Zwecke, die Gott mit seiner Schöpfung verfolge, darstellen. Nach al-ʿAlwānī sollten sie auch eine Referenz für die Beurteilung des menschlichen Verhaltens sein.
Auch Yūsuf al-Qaradāwī greift in seiner Ausarbeitung des Fiqh al-aqallīyāt auf die Maqāsid-Theorie zurück. Al-Qaradāwī ordnet dem Koran die folgenden universalen Maqāsid zu: Bewahrung des wahren Glaubens, Schutz der Menschenwürde und -rechte, den Aufruf zur Anbetung Gottes, Läuterung, die Belebung der moralischen Werte, die Gründung guter Familien („building good families“), die gerechte Behandlung von Frauen, den Aufbau einer mächtigen islamischen Umma und den Aufruf zu einer kooperativen Welt. Mouez Khalfaoui zufolge stützt sich al-Qaradāwī auf die Zwecke der Scharia, um zu argumentieren, dass sich das Konzept der Fiqh al-aqallīyāt dank der maqāṣid-Theorie von einem Randthema des islamischen Rechts zu einem zentralen Thema in der modernen islamischen Rechtsdebatte entwickelte. Al-Qaradāwīs Herangehensweise basiert bei Fragen bezüglich der muslimischen Minderheiten stärker auf dem Begriff maṣlaḥa, den er als Synonym für den Begriff maqāṣid verwendet. Darüber hinaus bezieht sich al-Qaradāwī auf folgende Schlüsselkonzepte, die laut Khalfaoui bei ihm den methodischen und theoretischen Rahmen im Bereich des Minderheitenrechts bilden: “the flexibility of fiqh,” “fatwas change along with time and circumstance,” und “the priority of living context vis-a-vis the Islamic texts”.

### Neue Maqāsid-Klassifikationen
Nach Jasser Auda haben moderne muslimische Gelehrte – er bezieht sich hier besonders auf Hasan at-Turābī – an der traditionellen Maqāsid-Klassifikation mit sechs Notwendigkeiten (Glaube, Leben, Wohlstand, Vernunft, Nachkommenschaft, Ehre) Kritik geübt. Sie ist ihrer Auffassung nach aus folgenden Gründen unzureichend:
- Der Geltungsbereich der traditionellen Maqāsid betrifft das ganze islamische Recht. Das ist nicht ausreichend, um spezifische Zwecke einzelner Reglungen oder Schriften mitzuberücksichtigen.
- Die traditionelle Maqāsid-Klassifizierung befasst sich eher mit Fragen der Einzelperson als mit Fragen der Familien, Gesellschaften und Menschen im Allgemeinen. Das heißt, der Schwerpunkt des traditionellen islamischen Strafrechts ist zum Beispiel die Bewahrung der Ehre, des Lebens oder des Eigentums des Individuums und nicht der Gesellschaft.
- Die grundlegendsten und universalsten Werte wie Gerechtigkeit oder Freiheit sind in der Hierarchie der Notwendigkeiten nicht miteinbezogen.
- Die traditionellen Maqāsid wurden aus dem islamischen Rechtserbe abgeleitet und nicht aus den originalen Quellen. Das heißt, als Grundlage für ihre Bestimmung habe man Bezug auf die von den verschiedenen Rechtsschulen beschlossenen Regelungen genommen, anstatt sich auf die grundlegenden Schriften (beispielsweise Koranverse) zu beziehen.[61]

Aufgrund dieser Kritik haben die modernen Rechtsgelehrten eine neue Klassifikation der Maqāsid eingeführt. Nach dieser werden die Maqāsid in folgenden Kategorien eingeteilt:
1. Die allgemeinen Maqāsid (al-maqāṣid al-ʿāmma): Diese sind die Maqāsid, die vom islamischen Rechtssystem bzw. von der Scharia in ihrer Gesamtheit berücksichtigt werden. Darunter befinden sich beispielsweise die fünf universalen Zwecke der Scharia und die Verbreitung der Gerechtigkeit unter allen Menschen.
2. Die spezifischen Maqāsid (al-maqāṣid al-ḫāṣṣa). Diese umfassen die Maqāsid, die einen spezifischen Bereich des islamischen Rechts betreffen, wie zum Beispiel Familienrecht, Finanztransaktionen, Prozessrecht, Spenden, strafrechtliche Bestimmungen.
3. Die partikularen Maqāsid (al-maqāṣid al-ǧuzʾīya): Diese sind die Absichten, die hinter den einzelnen Normen stehen, wie beispielsweise die Absicht der Aufdeckung der Wahrheit, die hinter dem Erfordernis mehrerer Zeugen in bestimmten Gerichtsverfahren steht, oder die Absicht der Abmilderung von Beschwerlichkeit, die hinter der Regel steht, dass ein Kranker sein Fasten unterbrechen darf.

Ar-Raisūnī betont, dass ein korrektes und umfassendes Verständnis der maqāṣid aš-šariʿa erfordert, dass man alle drei Kategorien im Zusammenhang miteinander erforscht. Außerdem hat man, um den Individualismus zu überwinden, die Maqāsid auf größere Personengruppen wie die Gemeinschaft, die Nation oder die ganze Menschheit bezogen.

## Befürworter und Gegner der Theorie nach al-Qaradāwī
Nach Yūsuf al-Qaradāwī herrscht unter der Mehrheit der muslimischen Gemeinschaft (Umma) ein Konsens darüber, dass die Rechtsnormen der Scharia begründbar sind und dass es obligatorisch ist, die Maqāsid in der Normenlehre, bei der Fatwa-Erteilung und in der Rechtsprechung zu berücksichtigen. Trotzdem waren vor allem die Zahiriten in der klassischen islamischen Zeit dafür bekannt, dass sie sich am äußeren Sinn (ẓāhir) der Rechtsquellen (Koran und Sunna) festhielten. Der bekannteste Vertreter dieser Schule war der andalusische Gelehrte Ibn Hazm (gest. 1064), der die Lehre dieser Schule zu einem festen Rechtssystem entwickelte. Dabei insistierte er auf einer literalistischen Lektüre der Quellentexte, wobei er das Prinzip der Begründbarkeit der scharia-rechtlichen Normen ablehnte und somit auch das Prinzip der Maqāsid. In der Moderne sind sich die muslimischen Intellektuellen über die Anwendung der Maqāsid-Theorie uneinig. Al-Qaradāwī zufolge gibt es die folgenden drei Hauptströmungen:

### Die neuen Zahiriten
Die erste Gruppe nennt al-Qaradāwī die neuen Zahiriten (aẓ-Ẓāhirīya al-Ǧudud). Sie zeichnen sich dadurch aus, dass sie in übertriebener Weise am äußeren Sinn der Texte festhalten. Laut al-Qaradāwī schließen sich die Anhänger dieser Strömung einigen politischen Bewegungen wie Hizb ut-Tahrir oder religiösen wie der Salafīya an. Des Weiteren meint er, sie vertreten kontroverse Positionen, die weder mit der Scharia noch mit der Vernunft im Einklang stehen könnten. Sie plädierten unter anderem dafür, Frauenarbeit zu verbieten, die Dschizya von den Nicht-Muslimen einzusammeln, und bezeichneten die Demokratie als Verwerflichkeit (munkar), der man sich entgegenstellen sollte.

### Die neuen Muʿattila
Die zweite Gruppe sind die neuen Muʿattila (al-Muʿaṭṭila al-Ǧudud). Die Muʿattila sind in der klassischen islamischen Theologie diejenigen, die Gott alle Attribute absprechen. Al-Qaradāwī nimmt Bezug auf dieses Konzept, indem er betont, dass heutzutage die sogenannten neuen Muʿattila Ähnliches im Bereich des Rechts verträten. Er behauptet, dass diese Gelehrtenschule bestimmte Texte des Koran und der Sunna, partiell, ausgehend von dem Prinzip des Gemeinwohls (al-maṣāliḥ al-ʿamma) und der universalen Zwecke (al-maqāṣid al-kulliyya), außer Kraft setze. Unter Berufung auf diese Philosophie könne man zum Beispiel familienrechtliche Normen ändern, indem man etwa den Talāq oder die Vielehe verbiete. Al-Qaradāwī betrachtet Mohammed Arkoun als bedeutendsten Vertreter dieser Schule.

### Die die Mitte haltende Schule
Als dritte Gruppe gibt es nach al-Qaradāwī noch die „die Mitte haltende Schule“ (al-Madrasa al-Wasaṭīya), die einen Mittelweg zwischen den anderen Schulen einhält. Sie ist ihm zufolge dadurch gekennzeichnet, dass sie die Texte der Scharia und ihre Rechtsurteile mit der Lebensrealität verbindet. Gelehrte dieser Schule hätten sich darum bemüht, Lösungen für Rechtsfragen der muslimischen Minderheiten in den europäischen Ländern zu erarbeiten, wie zum Beispiel im Rahmen des European Council for Fatwa and Research. Al-Qaradāwī zufolge gehören unter anderen Raschīd Ridā, Mahmūd Schaltūt, der syrische Gelehrte Mustafā az-Zarqā (gest. 1999) und der katarische Gelehrte ʿAbdallāh ibn Zaid Āl Mahmūd (gest. 1997) zu den renommierten Vertretern dieser Schule.

## Das Maqāsid-Zentrum der Al-Furqan Islamic Heritage Foundation
Im Jahr 2005 hat der damalige Leiter der al-Furqān Stiftung für das islamische Erbe Ahmad Zakī Yamānī (gest. 2021) in Anwesenheit bekannter Rechtsgelehrte wie al-Qaradāwī, Muhammad Salīm al-ʿAuwā, Wahba az-Zuhailī, Jaser Auda und andere ein eigenes Maqāsid-Zentrum eröffnet. Dieses soll der Erforschung der maqāṣid aš-šarīʿa, die als „Philosophie der islamischen Scharia“ beschrieben werden, dienen. Laut Website der Stiftung zielt die Errichtung dieses Zentrums darauf ab, das Konzept des zweckorientierten Fiqhs (al-Fiqh al-maqāṣidī) wiederzubeleben, um den Prozess des Idschtihād zu entfalten und das islamische Recht, seine Grundlagen und das islamische Denken zu reformieren.

## Belege
1. 1 2 3  Gleave: Maḳāṣid al-Sharīʿa. 2003, Bd. XII, S. 569b.
2. ↑  Nekroumi: Ansätze hermeneutischen Denkens in aš-Šāṭibīs maqāṣid-Theorie. 2014, S. 82f.
3. ↑  Auda: Maqāṣid Al-Sharīʿah as a beginner’s Guide. 2008, S. 23.
4. ↑  Ben Abdeljelil: Die Maximen der islamischen Jurisprudenz. 2014, S. 65.
5. ↑  Vgl. Aṭ-Ṭāhir ibn ʿĀšūr: Maqāṣid aš-šarīʿa al-islamīya. 2001, S. 183–188.
6. ↑  Kamali: The Objectives of Islamic Law. 2018, S. 8.
7. ↑  Nekroumi: Ansätze hermeneutischen Denkens in aš-Šāṭibīs maqāṣid-Theorie. 2014, S. 81.
8. 1 2  Kurnaz: Maqāṣid aš-šarīʿa. Die Maximen des islamischen Rechts. 2014, S. 91.
9. ↑  El Mallouki: Zweckrationales Denken in der islamischen Literatur. 2012, S. 36.
10. ↑  Kurnaz: Der Diskurs über maqāṣid aš-šarīʿa. 2014, S. 92.
11. ↑  Al-Ghazālī: al-Mustaṣfā min ʿilm al-ʾuṣūl. Ed. Aḥmad Zakī Ḥammād. SIDRA, Riad, 2009?. S. 328. (Textarchiv – Internet Archive).
12. ↑  Abdeljelil: „Die Maximen der islamischen Jurisprudenz“. 2014, S. 68–70.
13. ↑  El Mallouki: Zweckrationales Denken in der islamischen Literatur. 2012, S. 38.
14. ↑  Al-Qaraḍāwī: Dirāsa fī fiqh maqāṣid aš-šarīʿa. 2008, S. 20f.
15. ↑  Ar-Raisūnī: Naẓarīyat al-maqāṣid ʿind al-imām aš-Šāṭibī. 1995, S. 21.
16. ↑  El Mallouki: Zweckrationales Denken in der islamischen Literatur. 2012, S. 40.
17. ↑  aš-Šāṭibī: al-Muwāfaqāt fī uṣūl aš-šariʿa. Ed. Muḥammad ʿAbdallāh Darāz. Al-Maktaba at-Tiǧārīya al-Kubrā, Kairo, 1975. Bd.  I, S. 265. (Textarchiv – Internet Archive).
18. ↑  Ar-Raisūnī: Naẓarīyat al-maqāṣid ʿind al-imām aš-Šāṭibī. 1995, S. 22f.
19. ↑  Al-Qaradāwī: Dirāsa fī fiqh maqāṣid aš-šarīʿa. 2006, S. 20.
20. ↑  El Mallouki: Zweckrationales Denken in der islamischen Literatur. 2012, S. 42.
21. ↑  Abdeljelil: Maqāṣid aš-Šarīʿa. Die Maximen des islamischen Rechts. 2014, S. 73.
22. 1 2  Nekroumi: Ansätze hermeneutischen Denkens in aš-Šāṭibīs maqāṣid-Theorie. 2016, S. 82.
23. ↑  Siehe Auda: Maqāṣid al-Sharīʿah. A beginner’s guide. 2008. S. 18, und Duran: Zur Theorie einer teleologischen Methode in der islamischen Normenlehre. 2015, S. 140.
24. ↑  Al-Ghazālī: al-Mustaṣfā min ʿilm al-uṣūl. 2009, S. 328f. (Textarchiv – Internet Archive).
25. ↑  Abdeljelil: Die Maximen der islamischen Jurisprudenz. 2014, S. 79f.
26. ↑  Abdeljelil: Die Maximen der islamischen Jurisprudenz. 2014, S. 80.
27. ↑  El Mallouki: Zweckrationales Denken in der islamischen Literatur. 2012, S. 70.
28. ↑  Nekroumi: Ansätze hermeneutischen Denkens in aš-Šāṭibīs maqāṣid-Theorie. 2016, S. 84 f.
29. ↑  El Mallouki: Zweckrationales Denken in der islamischen Literatur. 2012, S. 71.
30. ↑  Nekroumi: Ansätze hermeneutischen Denkens in aš-Šāṭibīs maqāṣid-Theorie. 2016, S. 85.
31. ↑  Duran: Zur Theorie einer teleologischen Methode in der islamischen Normenlehre. 2015, 153f.
32. ↑  Kurnaz: Der Diskurs über maqāṣid aš-šarīʿa. 2014, S. 125.
33. ↑  El Mallouki: Zweckrationales Denken in der islamischen Literatur. 2012, S. 78f.
34. ↑  Duran: Zur Theorie einer teleologischen Methode in der islamischen Normenlehre. 2015, S. 165f.
35. ↑  Nekroumi: Ansätze hermeneutischen Denkens in aš-Šāṭibīs maqāṣid-Theorie. 2016, S. 86.
36. ↑  El Mallouki: Zweckrationales Denken in der islamischen Literatur. 2012 S. 83.
37. ↑  Aš-Šāṭibī: al-Muwāfaqāt fī uṣūl aš-šariʿa. 1985, Bd. II, S. 6. (Textarchiv – Internet Archive).
38. ↑  Kurnaz: Der Diskurs über maqāṣid aš-šarīʿa. 2014, S. 133.
39. ↑  El Mallouki: Zweckrationales Denken in der islamischen Literatur. 2012, S. 84 f.
40. ↑  Nekroumi: Tugend und Gemeinwohl. 2018, S. 18.
41. ↑  Nekroumi: Tugend und Gemeinwohl. 2018, S. 27.
42. ↑  Nekroumi: Ansätze hermeneutischen Denkens in aš-Šāṭibīs maqāṣid-Theorie. 2016, S. 93.
43. ↑  Nekroumi: Ansätze hermeneutischen Denkens in aš-Šāṭibīs maqāṣid-Theorie. 2016, S. 100.
44. ↑  Kurnaz: Der Diskurs über maqāṣid aš-šarīʿa. 2014, S. 135.
45. ↑  Niazi: Maqasid – al-Shariah and Protection of Women’s Rights. 2016, S. 143.
46. ↑  Kurnaz: Der Diskurs über maqāṣid aš-šarīʿa. 2014, S. 136 f.
47. ↑  Kurnaz: Der Diskurs über maqāṣid aš-šarīʿa. 2014, S. 137.
48. ↑  Ridā: al-Waḥy al-Muḥammadī. 1995, S. 194–202. (Textarchiv – Internet Archive).
49. ↑  Ridā: al-Waḥy al-Muḥammadī. 1995, S. 275–279.
50. ↑  Ridā: al-Waḥy al-Muḥammadī. 1995, S. 193–348.
51. ↑  Al-Qaradāwī: Dirāsa fī fiqh maqāṣid aš-šarīʿa. 2006, 25f.
52. ↑  El Mallouki: Zweckrationales Denken in der islamischen Literatur. 2012, S. 14.
53. ↑  El Mallouki: Zweckrationales Denken in der islamischen Literatur. 2012, S. 15.
54. ↑  Auda: Maqāṣid Al-sharīʿah as a beginner’s Guide. 2008, S. 8 f.
55. ↑  Auda: Maqāṣid Al-sharīʿah as a beginner’s Guide. 2008, S. 24.
56. ↑  Zitiert nach El Mallouki: Zweckrationales Denken in der islamischen Literatur. 2012, S. 16.
57. ↑  Ṭāhā Ǧābir al-ʿAlwānī: Fī fiqh al-aqalliyyāt al-Muslima. Nahḍat Miṣr, al-Ǧīza 2000. S. 25f.
58. ↑  Mouez Khalfaoui: Maqāṣid al-Sharīʿah as a Legitimization for the Muslim Minorities Law. In:  The Objectives of Islamic Law. 2018, S. 275–277.
59. ↑  Auda: Maqāṣid Al-Sharīʿah as a beginner’s Guide. 2008, S. 9.
60. ↑  Mouez Khalfaoui: Maqāṣid al-Sharīʿah as a Legitimization for the Muslim Minorities Law. In: The Objectives of Islamic Law. 2018, S. 274f.
61. ↑  Auda: Maqāṣid Al-Sharīʿah as a beginner’s Guide. 2008, S. 6f.
62. ↑  Auda: Maqāṣid Al-Sharīʿah as a beginner’s Guide. 2008, S. 7.
63. ↑  Ar-Raisūnī: Madḫal ilā maqāṣid aš-šariʿa. 2010, S. 13–15.
64. ↑  Abdeljelil: „Die Maximen der islamischen Jurisprudenz.“ 2014, S. 74–77.
65. ↑  Ar-Raisūnī: Madḫal ilā maqāṣid aš-šariʿa. 2010, S. 15f.
66. ↑  Auda: Maqāṣid Al-Sharīʿah as a beginner’s Guide. 2008, S. 7f.
67. ↑  Al-Qaradāwī: Dirāsa fī fiqh maqāṣid aš-šarīʿa. 2006, S. 47.
68. ↑  El Mallouki: Zweckrationales Denken in der islamischen Literatur. 2012, S. 92f.
69. ↑  Al-Qaradāwī: Dirāsa fī fiqh maqāṣid aš-šarīʿa. 2006, S. 45f.
70. ↑  Josef van Ess: Tas̲h̲bīh wa-Tanzīh. In: Encyclopaedia of Islam. Second Edition, 2021.
71. ↑  Al-Qaradāwī: Dirāsa fī fiqh maqāṣid aš-šarīʿa. 2006, S. 85 f.
72. ↑  Al-Qaradāwī: Dirāsa fī fiqh maqāṣid aš-šarīʿa. 2006, S. 87.
73. ↑  Al-Qaradāwī: Dirāsa fī fiqh maqāṣid aš-šarīʿa. 2006, S. 147–151.
74. ↑  Al-Qaradāwī: Dirāsa fī fiqh maqāṣid aš-šarīʿa. 2006, S. 215 f.
75. ↑  Al-Furqan Islamic Heritage Foundation. al-furqan.com.